# Helvidio Prisco
Cayo Helvidio Prisco o Elvidio Prisco (en latín, Gaius Helvidius Priscus; fl. 50-70 - c. 73) fue un filósofo estoico y estadista, que vivió durante los reinados de Nerón, Galba, Otón, Vitelio y Vespasiano. La fecha de su muerte oscila entre el año 70 y el 79.

## Familia
Hijo de un Cayo Helvidio, centurión primipilo de Cluviae, en la región de Samnio. Prisco pronto se distinguió por su republicanismo ardiente y valiente, al igual que su suegro, Trásea Peto, cuya hija Fannia había tomado como su segunda esposa. 

## Carrera política
Aunque ofendió repetidamente a los gobernantes, ocupó varios altos cargos. Fue legado quaestoricum y legado en Siria y durante el reinado de Nerón fue cuestor de Acaya y tribuno de la plebe en 56, año en que acusó al cuestor del erario Obultronio Sabino de abusar de los indigentes. Restableció la paz y el orden en Armenia, y se ganó el respeto y la confianza de los provinciales. Su declarada simpatía con Bruto y Casio le ocasionó su destierro por Nerón en 66, mientras su suegro fue conminado a suicidarse.
Regresó a Roma después del suicidio de Nerón en junio de 68, cuando es llamado por Galba e inmediatamente acusó al elocuente orador Eprio Marcelo, el acusador de su suegro, pero retiró el cargo, ya que la condena de Marcelo habría involucrado a varios senadores. Cuando Galba es ejecutado por soldados rebeldes, Prisco obtiene el permiso de Otón para enterrar honorablemente el cuerpo del viejo emperador en Roma al que debía su regreso a Roma.
En 69, accedió al cargo de pretor electo (praetor designatus). Se atreve a oponerse a Vitelio en el Senado, y como pretor en 70 sostuvo, en oposición a Vespasiano, desde una postura senatorial, que la gestión de las finanzas debía dejarse a la discreción del Senado, posición contraria al emperador, como ya había expresado en su lex de imperio. Propuso que el Templo de Júpiter Óptimo Máximo de la colina Capitolina, que había sido destruido hacia el final del año de los Cuatro Emperadores por un incendio, debería ser restaurado a expensas públicas. Por último, Prisco, a su regreso de la provincia de Siria en 70, saludaba a Vespasiano por su simple cognomen como hombre privado, y no le reconocía como emperador en sus edictos pretorianos.
Finalmente fue desterrado por segunda vez y, poco después, alrededor de 73 Vespasiano ordenó que fuese ejecutado. Su vida, en forma de un ardiente panegírico escrito a petición de su viuda por Herennio Seneción, causó la muerte de este último durante el reinado de Domiciano. Su amigo Plinio el Joven pronunció en el 97 un discurso ante el Senado reivindicando la memoria de Helvidio.

## Descendencia
Helvidio Prisco tuvo dos hijos de Fannia: un hijo, Helvidio Prisco, más tarde cónsul sufecto en 87, que fue desterrado y probablemente ejecutado por Domiciano y una hija, Helvidia, que se casó con Marco Anio Herenio Polio. Probablemente también tuvo una nieta, Helvidia Priscila, que se casó con Lucio Vipstano Poplicola Mesala. A través de ella, se han reconocido descendientes al menos hasta el siglo VI.

## En la cultura moderna
- James Madison escribió bajo el seudónimo Helvidius en 1793 la respuesta a las columnas Pacificus de Alexander Hamilton sobre la neutralidad estadounidense en las Guerras Revolucionarias Francesas.
- El Helvidius Group, una organización estudiantil de la Universidad de Columbia, editor del Journal of Politics & Society, que toma su nombre del estadista.
- El senador Robert Byrd fue citado en el New York Times el 20 de noviembre de 2002 haciendo referencia a Helvidio Prisco.